# Arno Berthold (Lyriker)
Arno Berthold (* um 1895; † nach 1936) war ein deutscher Bürgerschullehrer, der in seiner Jugend als Lyriker in Sachsen Bekanntheit erlangte.

## Leben und Wirken
Über seine Biografie ist nur wenig bekannt. Er war Bürgerschullehrer in Nossen.
In seiner Freizeit schrieb er Gedichte, Lieder und Kurzgeschichten, die in sächsischen Haus- und Heimatbüchern sowie in Zeitungen und Zeitschriften veröffentlicht wurden. 1923 stand er mit Dichter Börries von Münchhausen in Briefwechsel. 1926 wird er zu den jungen sächsischen Lyrikern gerechnet. 1928 wurden zwei Lieder von ihm vertont. In der Zeit des Nationalsozialismus kam seine lyrische Tätigkeit zum Erliegen. Seine letzten nachweisbaren Gedichte und Prosa erschienen in der Festschrift zur 1000-Jahr-Feier von Nossen 1936. Diese tragen die Titel „Kleine Stadt“, „Ludwig-Richter-Bildchen. Zwei Sicilianen“, „Mutter-Marien-Krönlein. Sommerlegende.“, „Heimat“ und „Der Vogelschnitzer. Lyrischer Holzschnitt.“

## Schriften (Auswahl)
- Etwas sollte sich der Mensch schaffen. In: Hausbücher für Sachsen. 2. Jg., Heft 6 (Juni 1921), S. 24.
- Klage doch nicht. In: Die Bergstadt. 10. Jahrgang, Heft 1, Oktober 1921.
- Nossen. In: Hausbücher für Sachsen 2 (1922), S. 336–338.
- Dorfabend. In: Auer Tageblatt vom 5. August 1924, S. 3.
- Gestalten aus einem Dorfe. In: Dresdner Nachrichten vom 22. Februar 1925, S. 9.
- Ein Bilett an. In: Die Bergstadt. 14. Jahrgang, Bd. 1, Oktober 1921, S. 160.
- Der Vogelschnitzer. In: Bunte Bilder aus dem Sachsenlande Band 3, 1925. S. 108 f.
- Die Bauerntruhe. In: Bunte Bilder aus dem Sachsenlande Band 3, 1925. S. 109.
- Mensch sein ... In: Sächsische Heimat 9. Jahrgang, März 1926.
- Immer den selben Weg ... In: Wilsdruffer Tageblatt vom 27. August 1926, S. 6.
- Gebet. In: Der Türmer. 30. Jahrgang, Heft 11, August 1928, S. 352.
- Die Bauerntruhe. In: Heimatklänge. 1933, S. 888.
- (Mitautor): Ein Streifzug durch die Nossener Geschichte zur 1000 Jahrfeier der Landschaft, 750 Jahrfeier des Ortes und 100 Jahrfeier der Einführung der Städteordnung. Nossen 1936.